# BR-451
De BR-451 is een federale weg in de deelstaat Minas Gerais in het zuiden van Brazilië. De weg is een verbindingsweg tussen Bocaiuva en Governador Valadares.
De weg heeft een lengte van 257 kilometer.

## Aansluitende wegen
- BR-135 bij Bocaiuva
- BR-367
- MG-117 en MG-214 bij Itamarandiba

Onderbroken
- BR-116
- BR-116, BR-259 en BR-381 bij Governador Valadares

## Plaatsen
Langs de route liggen de volgende plaatsen:
- Bocaiuva
- Carbonita
- Itamarandiba

Onderbroken
- Marilac
- Governador Valadares